# Mark Dayton

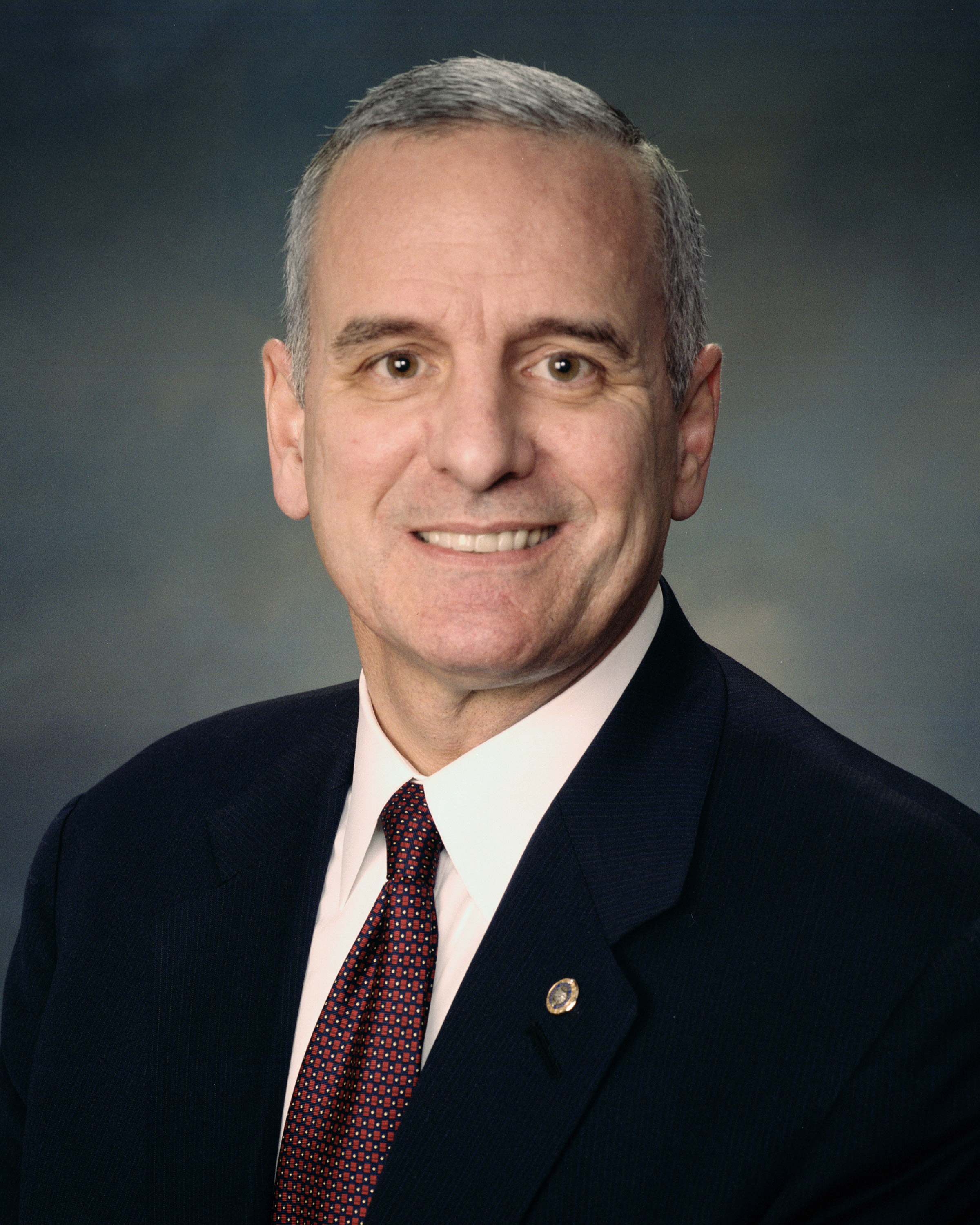

Mark Dayton là thống đốc thứ 40 của tiểu bang Minnesota, Hoa Kỳ. Ông bắt đầu giữ chức vụ này từ ngày 3 tháng 1 năm 2011 đến ngày 7 tháng 1 năm 2019.